# Alexander Mackenzie (político)
Alexander Mackenzie, político canadiense. Nació en Logierait, Escocia, en 1822. Hijo de Alexander MacKenzie (el explorador) y Marie Stewart Fleming. Muerto su padre, debió dejar los estudios muy joven y dedicarse a mantener a su familia.
Emigró a Canadá en busca de mayor prosperidad (1842), donde se convirtió al presbiterianismo. Allí continuó su carrera como albañil de piedra y constructor. 
Comenzó a implicarse de a poco en la política local, como militante del Partido Liberal de Canadá. En 1867 logró un escaño al Parlamento Canadiense representando a Lambton, y en 1882 pasó a representar a York Oriental, hasta 1892.
Elegido primer ministro en 1873, tras el escándalo que alejó del poder a John Alexander Macdonald. 
Durante su administración se creó el Tribunal Supremo de Canadá, el Colegio Real Militar de Canadá y la Oficina del Auditor General.
Falleció en Toronto, el 17 de abril de 1892, alejado de la política.